# ヤーマ
株式会社ヤーマは、パチスロ機を開発・販売する企業。
ベルコとの関係が深く、2008年に業務提携を結んでいる。
機種共通の特徴として、1機種に複数の演出を搭載し、1BETボタンで切り替えが可能な機種が多い。

## 機種一覧
| 機種名                          | 発売年月   | 備考                                          |
| ------------------------------- | ---------- | --------------------------------------------- |
| 夕陽のガントン                  | 2003年4月  | 初参入機、4号機                               |
| 平成カツヲ伝説                  | 2006年2月  | 初の5号機、ゲーム「平成博徒伝」のタイアップ機 |
| ジャックと豆の木                | 2006年11月 |                                               |
| ピカスロ                        | 2007年2月  | 完全告知機                                    |
| やったね!はるみちゃん(/2/4/-30) | 2007年4月  |                                               |
| がんばれ元気                    | 2007年7月  |                                               |
| がんばれ元気 激闘編             | 2008年3月  |                                               |
| スーパージャックポット          | 2008年7月  | 規制緩和対応演出を業界初搭載                  |
| 赤ジャック(-30)                 | 2008年10月 |                                               |
| モンキーモンキー                | 2008年11月 |                                               |
| まことちゃん                    | 2010年3月  |                                               |
| エニィバー(-30)                 | 2010年11月 | ベンリーシステム採用                          |
| ジャックポット                  | 2014年2月  |                                               |
| トラッド                        | 2015年3月  |                                               |
| ビッグアップ                    | 2018年3月  | 5.9号機                                       |
| デジスロ                        | 2021年4月  | 6号機                                         |
| シリウス                        | 2022年6月  | 6.5号機                                       |